# Schoenus scabripes
Schoenus scabripes är en halvgräsart som beskrevs av George Bentham. Schoenus scabripes ingår i släktet axagssläktet, och familjen halvgräs. Inga underarter finns listade i Catalogue of Life.